# Itapecuru Mirim
Itapecuru Mirim là một đô thị thuộc bang Maranhão, Brasil. Đô thị này có diện tích 1165,585 km², dân số năm 2007 là 54037 người, mật độ 46,36 người/km².